# Contro Sainte-Beuve
Contro Sainte-Beuve (in originale Contre Sainte-Beuve) è un saggio letterario di Marcel Proust.
Tra il 1908 e il 1909 Proust si mette al lavoro su più progetti letterari. I critici distinguono due filoni che s'intrecciano: uno è quello che viene chiamato Contre Sainte-Beuve (che Proust ad un certo punto abbandona) e l'altro è quello che diventerà la Recherche.
Le bozze del saggio di critica letteraria ed estetica Contre Sainte-Beuve diventeranno un libro solo nel 1954. In esso Proust spiega bene per quale motivo è spinto a scrivere, e questo è un motivo così profondo che l'aiuterà a superare tutti gli ostacoli che troverà sulla sua strada per diventare scrittore. 
Marcel Proust, infatti, scrive: «Sono giunto a un momento della mia vita o, se si preferisce, mi trovo in quelle circostanze in cui si può temere che le cose che più desideravamo dire […] ma che non abbiamo letto da nessuna parte, che si può presumere non verranno mai dette se non lo diciamo noi […] non si possa più, improvvisamente, dirle. Noi ci consideriamo come i depositari, soggetti a scomparire da un momento all'altro, di segreti intellettuali esposti a scomparire con noi. E vorremmo vincere la forza d'inerzia della nostra pigrizia interiore, obbedendo al bel comandamento del Cristo nel Vangelo di san Giovanni: ‘Lavorate finché avete ancora la luce’».

## Alcuni passaggi

### Limiti della memoria volontaria (inizio del saggio)
«Ogni giorno attribuisco minor valore all'intelligenza. Ogni giorno mi rendo sempre meglio conto che solo indipendentemente da lei lo scrittore può cogliere nuovamente qualcosa delle sue impressioni, ossia qualcosa di lui stesso e la sola materia dell'arte. Quel che l'intelligenza ci restituisce sotto il nome di passato, non è tale […] quest'inferiorità dell'intelligenza tocca tuttavia all'intelligenza stabilirla. Perché, se non merita la suprema corona, essa sola è capace di assegnarla. E, se non occupa nella gerarchia delle virtù che il secondo posto, solo lei può proclamare che il primo spetta all'istinto». (Da notare l’evidente influenza su queste parole del filosofo Henri Bergson - e della sua distinzione tra istinto ed intelligenza - del quale fu appassionato uditore al Collège de France di Parigi).

### I grandi libri
«Nel nostro mondo imperfetto in cui i capolavori artistici non sono che i rottami naufragati di grandi intelligenze».

### Il metodo di Sainte-Beuve
«Per me la letteratura non è distinta o, per lo meno, separabile dal resto dell'uomo e della sua organizzazione».

### La teoria di Proust
«Un libro è il prodotto di un io diverso da quello che si manifesta nelle nostre abitudini, nella vita sociale, nei nostri vizi».

## Edizioni italiane
- Contro Sainte-Beuve, Traduzione di Paolo Serini e Mariolina Bertini dall'edizione critica a cura di Pierre Clarac. Saggio introduttivo di Francesco Orlando, Collana Nuova Universale Einaudi n.153, Torino, Einaudi, 1974,  p. 160.
- in  Scritti mondani e letterari, Collana i millenni, Torino, Einaudi, 1984.
- Contro Sainte-Beuve, con un saggio di Francesco Orlando. Introduzione di Mariolina Bongiovanni Bertini, Collana Einaudi Tascabili n.45, Einaudi, 1991,  pp. LVII-164, ISBN 88-06-12258-4.
- Contro Sainte-Beuve, note al testo di Pierre Clarac, Collana Volti, Milano, Mimesis, 2013,  p. 146, ISBN 978-88-57-51389-8.